# スウェディッシュ・ラウンディング
スウェディッシュ・ラウンディング (Cash rounding、スウェーデン式端数処理) またはキャッシュ・ラウンディング（Cash rounding、現金端数処理）とは、整数を最も近い5の倍数に丸めることである。硬貨の最小額が1でなく5である場合などに使われる。
二捨三入（にしゃさんにゅう）、または、より細かく二捨三入・七捨八入と呼ばれる。

## 算出法
整数に対し、最も近い5の倍数に丸める。つまり、端数が1か2の場合は切り捨て、3か4の場合は切り上げる。端数が0の場合はもちろんそのままである。
10での剰余（あるいは言い換えれば、1の位の数字）で考えると、0から2の場合は0に、3から7の場合は5に、8か9の場合は10にする（0にし、10の位を1繰り上げる）ことになる。つまり図式的には次のようになる。
　67 | 89'0'12 | 34'5'67 | 89
この算出法は原則として、整数に対してのみ行う。もし非整数に対し機械的に適用すると、たとえば2.9が、最も近い5ではなく0に丸められるといった不都合が出るからである。なおこれは、5を丸め幅とした「五捨六入」をほどこすことと等価である。

## 歴史
スウェーデンの通貨単位、スウェーデン・クローナには補助通貨としてオーレがあるが、1972年、1オーレおよび2オーレ硬貨が廃止されて、5オーレ硬貨しか使えなくなったため、端数の支払いを可能にするために導入された。2捨3入・7捨8入の丸め方を「スウェディッシュ（スウェーデン方式）」と表現するのは、この年の通貨改革に由来する。しかし、その十数年後にあたる1985年には、スウェーデン政府が5オーレおよび25オーレ硬貨をも廃止し、最低単位が50オーレ（すなわち1/2クローナ）となったため、この端数処理はオーレ単位の一の位ではなく十の位に対して行われるようになった。さらにその二十数年後にあたる2010年から2011年の通貨改革においては50オーレ硬貨も廃止され、現金としては1クローナが最低単位となった（オーレの補助単位そのものは電子決済などキャッシュレスな領域では存続している）。
その後1990年、今度はニュージーランドで通貨の処理に際し、利用されるようになった。ニュージーランドの通貨、ニュージーランド・ドルの補助通貨はセントであるが、1セントおよび2セント硬貨が廃止されて、セント単位の一の位の硬貨としては5セント硬貨しか使えなくなったためである。その後に5セント硬貨も廃止されたときは、10セント未満の四捨五入が使われるようになった。
オーストラリア・ドルも1992年より1セント・2セント硬貨が廃止され、5セント硬貨が現金の最小単位となったため、現金支払いの場合の1セントの桁に対してこの方式が行われる。
カナダでも2013年2月4日よりカナダドルの1セント硬貨が廃止され、最小価値の通貨は5セント硬貨からしか使えなくなったため、現金支払い限定ではあるが1セントの桁にこの方式が導入された。
スウェーデン・クローナと同様、デンマーク・クローネも現在ではキャッシュレスでの支払いが主流となっているが、現在現金の最小単位は50オーレ硬貨（1/2クローネ）のため、現金支払いの場合はオーレ単位の十の位に対してこの方式が行われる。2008年までは25オーレ硬貨がデンマーク・クローネの現金の最小単位であったため、その時代にはオーレ単位の計算上の金額に対し、12以下は切り捨てて0にし、13 - 24は25に切り上げ、26 - 37は25に切り捨て、38 - 49は50に切り上げ、51 - 62は50に切り捨て、63 - 74は75に切り上げ、76 - 87は75に切り捨て、88以上は切り上げて1クローネにする（0・25・50・75はもちろんそのまま。12捨13入・37捨38入・62捨63入・87捨88入）という端数処理方法が採用されていた。
ユーロ圏のうち、2024年現在、ベルギー、フィンランド、アイルランド、イタリア、オランダ、スロバキアでは、通常の現金の支払いにおける最小単位が5セントとなり、1セント硬貨と2セント硬貨は法的には有効であるものの、事実上流通していない状態となっている。よってこれらの国では、現金支払いの場合はセント単位の一の位に対してこの方式が行われる。
この他、スイス(現金の最小単位は5ラッペン)、シンガポール（同5セント）、マレーシア（同5セン）、ハンガリー（同5フォリント）、ジョージア（同5テトリ）などでもこの方式が行われる。